# Плышевский, Борис Алексеевич
Борис Алексеевич Плышевский (13 июня 1937, Кировоград — 23 ноября 2015, Санкт-Петербург) — советский и российский военачальник и учёный в области применения ракетно-артиллерийского вооружения, генерал-полковник (1990). Член-корреспондент Российской академии ракетных и артиллерийских наук (1990). Член-корреспондент Академии военных наук Российской Федерации (1995).

## Биография
Родился 13 июня 1937 года в Кировограде. Отец, Белорус по национальности, погиб на фронте в Великую Отечественную войну. С 1947 года семья жила в деревне Душево Копыльского района Минской области. В 1953 году окончил семилетнюю школу в селе Потейки, в 1955 году — Копыльскую среднюю школу № 1. 
В Советской Армии с 1955 года. В 1958 году окончил Минское артиллерийско-миномётное училище. С 1958 года командир взвода 184-го мотострелкового полка, командир учебного взвода в полковой школе 695-го артиллерийского полка Северного военного округа. С сентября 1960 года — командир учебного взвода в 133-м гвардейском учебном полку в Ленинградском военном округе. С ноября 1962 года командир взвода курсантов, с июля 1966 года командир батареи 1-го Ленинградского артиллерийского училища.
В 1970 году окончил Военную артиллерийскую академию имени М. И. Калинина. С июня 1970 года начальник штаба, с ноября заместитель командира, с мая 1972 года командир 17-го тяжелого пушечного артиллерийского полка в Группе советских войск в Германии (город Карл-Маркс-Штадт, ныне Хемниц). С ноября 1973 года заместитель командира, а с декабря 1974 года командир 34-й артиллерийской дивизии там же (Потсдам).
В 1979 году окончил Военную академию Генерального штаба Вооружённых сил СССР имени К. Е. Ворошилова. С июля 1979 года начальник, а с 17 мая 1980 года командующий ракетными войсками и артиллерией Приволжского военного округа. С 29 июля 1982 года командующий ракетными войсками и артиллерией Среднеазиатского военного округа. С 3 октября 1984 года командующий, а с 27 апреля 1988 года начальник ракетных войск и артиллерии  Войск Юго-Западного направления. Одновременно с августа по октябрь 1986 года был заместителем председателя Государственной комиссии по ликвидации последствий аварии на Чернобыльской АЭС (следствием облучения при ликвидации аварии стала тяжелая болезнь и несколько операций). В 1986 году окончил Высшие академические курсы при Военной академии Генерального штаба Вооружённых сил СССР имени К. Е. Ворошилова, в 1988 году окончил академические курсы при Военной артиллерийской академии им. М. И. Калинина.
С 20 августа 1988 года начальник Военной артиллерийской академии имени М. И. Калинина. После её реорганизации, с 4 апреля 1996 года начальник Михайловской артиллерийской академии. С 7 августа 1997 года в отставке. 
Жил и работал в Санкт-Петербурге. С 1998 года был генеральным директором компаний ООО «ЛЕНСПЕЦСМУ» и ООО «Управление недвижимости «ЛенСпецСМУ». С июля 2013 года — главный инспектор Михайловской артиллерийской академии.
С 1990 годов до конца жизни вёл научную деятельность в РАРАН (отделение РАРАН «Проблемы военной безопасности»). Также работал рецензентом в журнале «Известия РАРАН». Автор и соавтор более 30 научных трудов по обеспечению эффективности огневого поражения, способности по управлению ракетными войсками и артиллерии, научные разработки по обновлению форм и методов огневого поражения противника в современных операциях, разработка теоретических основ применения формирований ракетных войск и артиллерии на приморских направлениях.. Член-корреспондент Российской академии ракетных и артиллерийских наук (1990), член-корреспондент Академии военных наук Российской Федерации (1995), кандидат военных наук (1992), профессор (1993).
Умер 23 ноября 2015 года. Похоронен на Богословском кладбище

## Награды
- орден «За военные заслуги» (Российская Федерация)
- орден Красной Звезды
- ордена «За службу Родине в Вооружённых силах СССР» 2-й и 3-й степеней
- медали

иностранные награды
- Медаль «Боевое содружество» (Куба)
- Медаль «60 лет Вооружённым силам МНР» (Монголия)

## Воинские звания
- лейтенант (29.9.1958)
- старший лейтенант (20.12.1961)
- капитан (20.01.1965)
- майор (20.02.1969)
- подполковник (23.5.1972)
- полковник (26.12.1972)
- генерал-майор артиллерии (26.10.1976)
- генерал-лейтенант (28.4.1984)
- генерал-полковник (25.4.1990)